# Seznam kulturních památek v obci Marhaň
Toto je seznam kulturních památek v obci Marhaň v okrese Bardejov.
Seznam byl vytvořen na základě seznamu, který byl zveřejněn na webu Památkového úřadu Slovenské republiky (PÚSR).
V současnosti je na webu PÚSR dostupné vyhledávání podle jednotlivých obcí.
| Fotografie | Název                      | Číslo rejstříku ÚSKP | Adresa/Souřadnice                               | poznámky                                                                                      |
| ---------- | -------------------------- | -------------------- | ----------------------------------------------- | --------------------------------------------------------------------------------------------- |
|            | Mohylník                   | 701-1846/0           | KÚ Marhaň 49°11′16″ s. š., 21°28′45″ v. d.      | Unifikovaný název PO: mohylník Bližší určení; zaužívaný název:                                |
|            | Krypta                     | 701-4147/0           | KÚ Marhaň 49°10′7″ s. š., 21°27′24″ v. d.       | Unifikovaný název PO: krypta Bližší určení; zaužívaný název: rod. Dessewffy; Rodiny Dessewffy |
|            | Kaštel (slovensky kaštieľ) | 701-222/1            | čp. 65 KÚ Marhaň 49°10′5″ s. š., 21°27′4″ v. d. | Unifikovaný název PO: kaštieľ Bližší určení; zaužívaný název:                                 |